# 大化水电站
大化水电站位于中国广西壮族自治区大化瑶族自治县县城大化镇西郊，是西江红水河段梯级开发的第六级水电站，上距岩滩水电站83千米，下距百龙滩水电站27.6千米。1975年动工，1986年竣工验收。电站大坝为重力坝，最大坝高74.5米，坝长1052米。电站总装机容量456兆瓦，平均年发电量21亿千瓦时。船闸可通行250吨级船舶。电站水库具有日调节能力，正常蓄水位155米，库容3.56亿立方米。2006年12月大化水电站500吨级船闸通过验收
- 大化水电站夜景